# Josef Moroder-Lusenberg

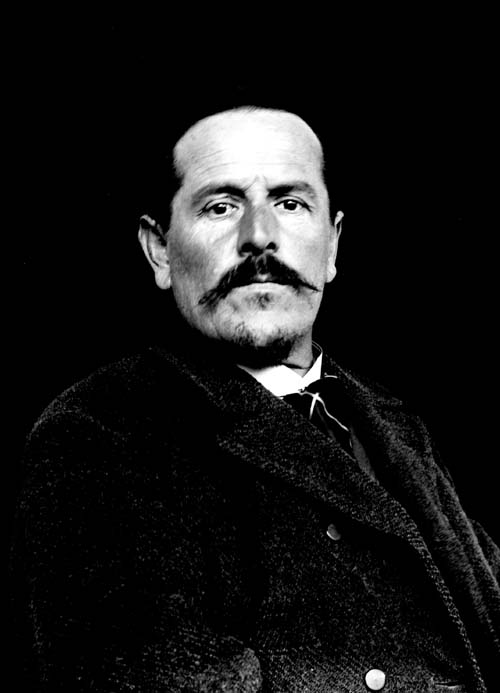
Josef Theodor Moroder

Josef Theodor Moroder, genannt der Lusenberger, (* 28. Mai 1846 in St. Ulrich in Gröden, Kaisertum Österreich; † 16. Februar 1939 in St. Ulrich in Gröden, Italien) war ein Südtiroler Maler, Bildhauer und Bildschnitzer. Er gilt als der bedeutendste ladinische Maler.

## Leben
Josef war das vierte von acht Kindern und verlor schon mit acht Jahren seinen Vater. Anregungen zum Zeichnen bekam er vom Lehrer Josef Öfner im Stift Fiecht, wo er einen Teil seiner schulischen Ausbildung genoss. Die ersten Fertigkeiten als Bildschnitzer eignete er sich bei drei Schnitzerinnen am Hof Pecei in Überwasser an. Eine weitere Lehre absolvierte er beim Akademischen Bildhauer Franz Prinoth da Passua, der zeitweise in St. Ulrich lebte. Nach längerer Tätigkeit in der eigenen Bildhauerwerkstatt – die Maria Dolorata und die Madonna in der Pfarrkirche in St. Ulrich (siehe Bild) zeugen schon vom großen künstlerischen Können des Lusenbergers – zog er dreißigjährig nach München. Er war damals bereits zum zweiten Mal verheiratet. Seine erste Frau, Annamaria geb. Sanoner, starb nach der Geburt des vierten Kindes. Die zweite Frau war Felizita Unterplatzer, geboren am 7. Juli 1850, die er 1875 in der S.-Marius-Kirche in Trient heiratete.

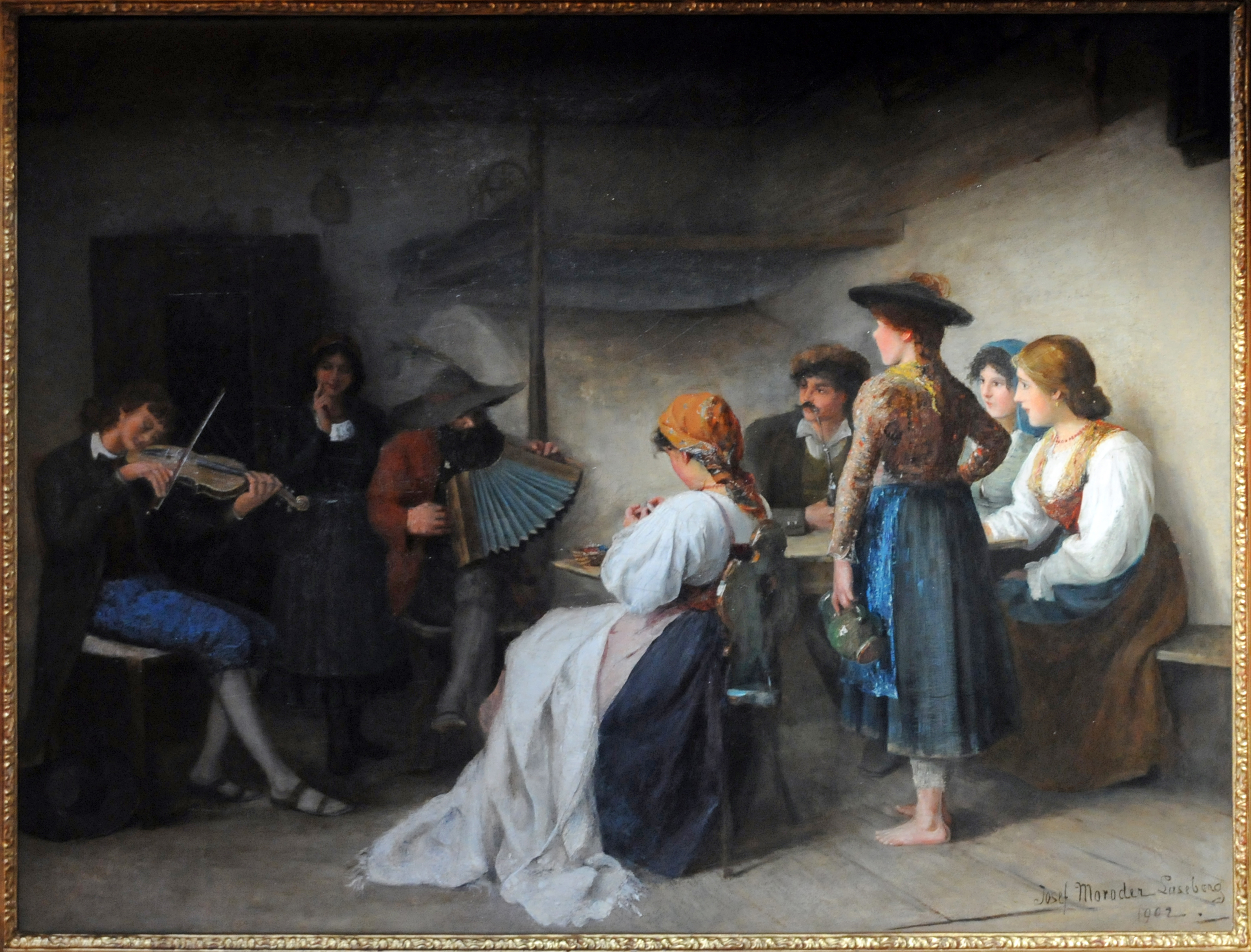
Wandermusikanten in einer Grödner Stube

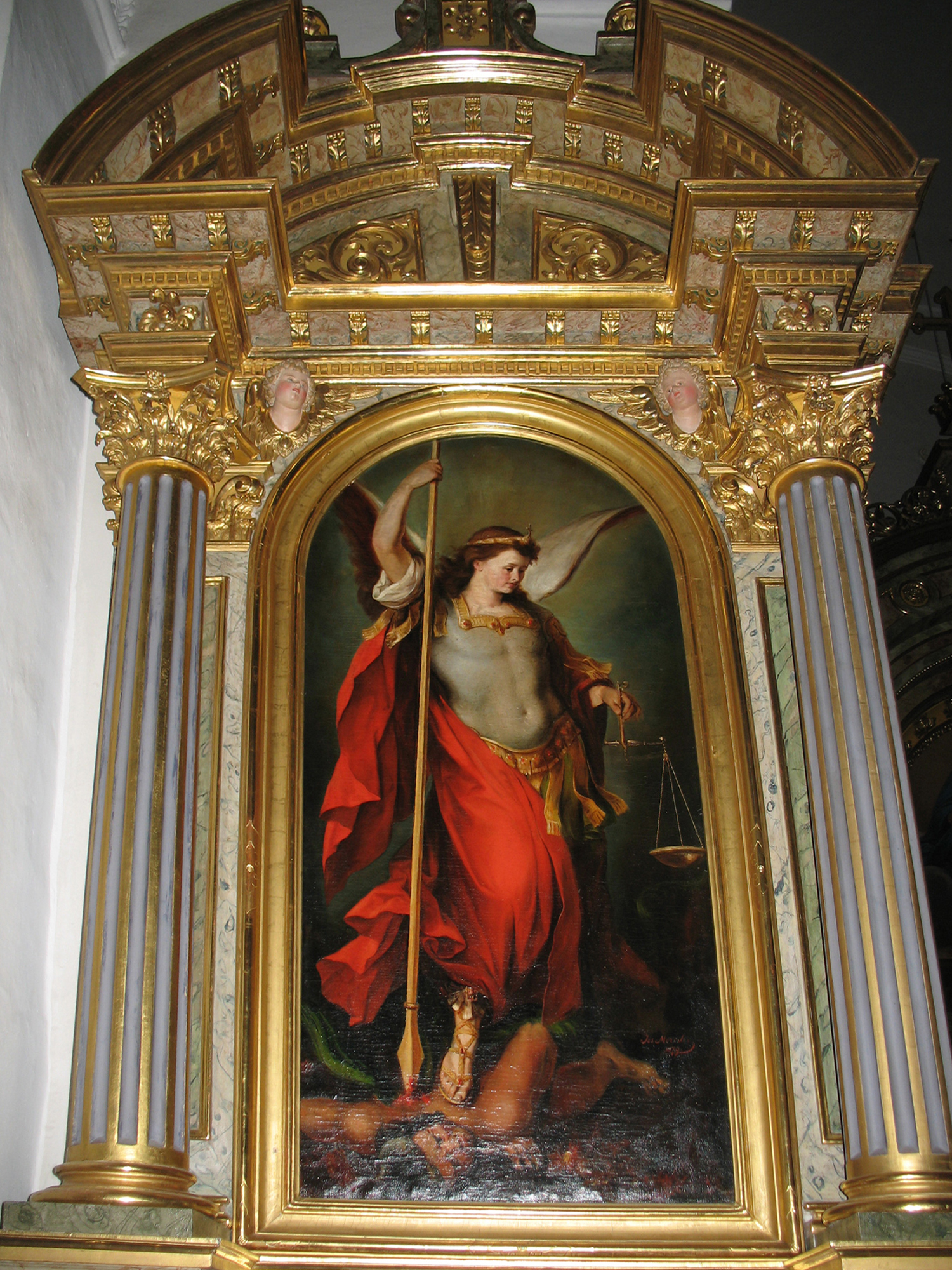
Erzengel Michael in der Antoniuskirche in St. Ulrich in Gröden
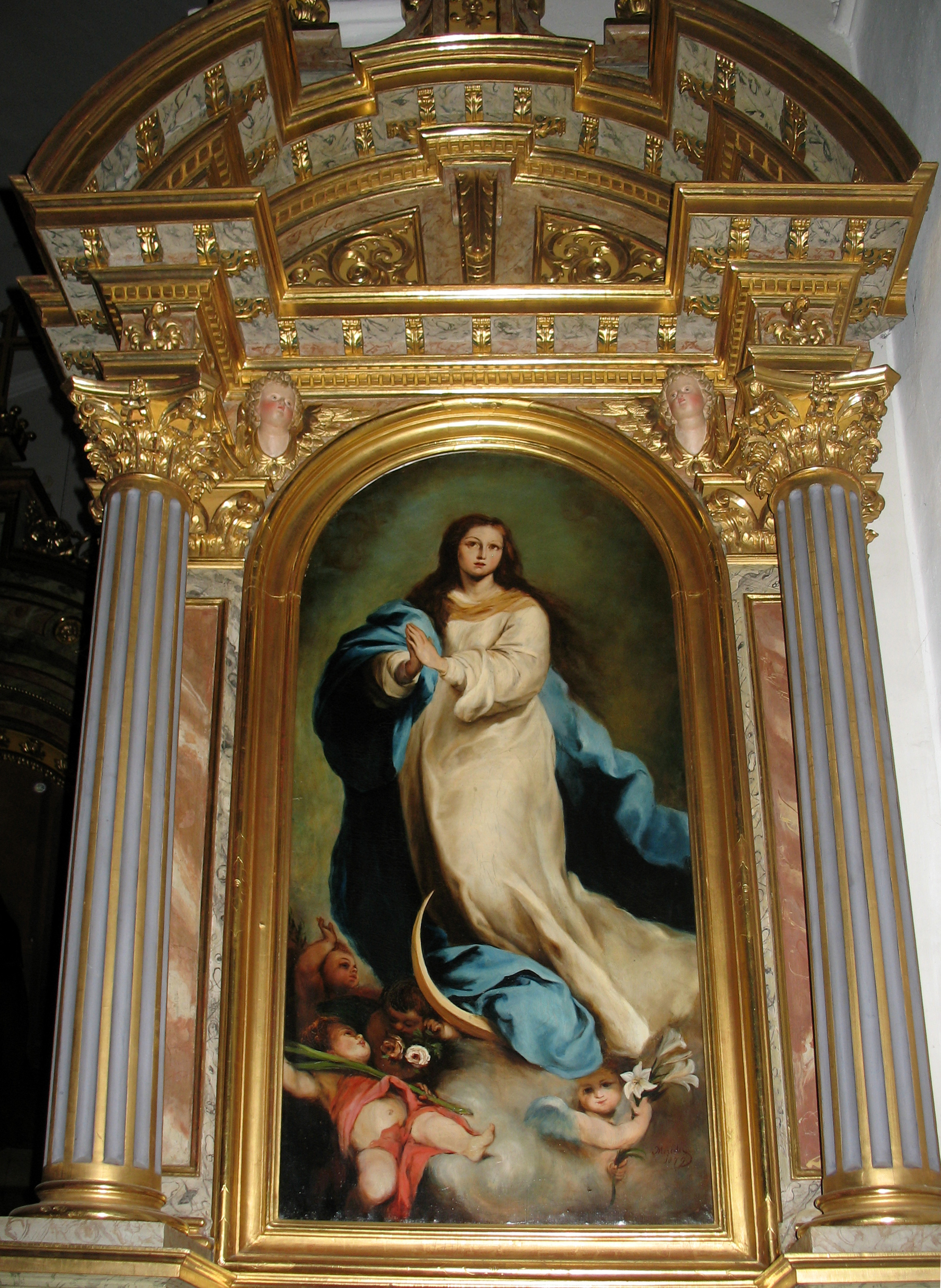
Jungfrau Maria in der Antoniuskirche in St. Ulrich in Gröden
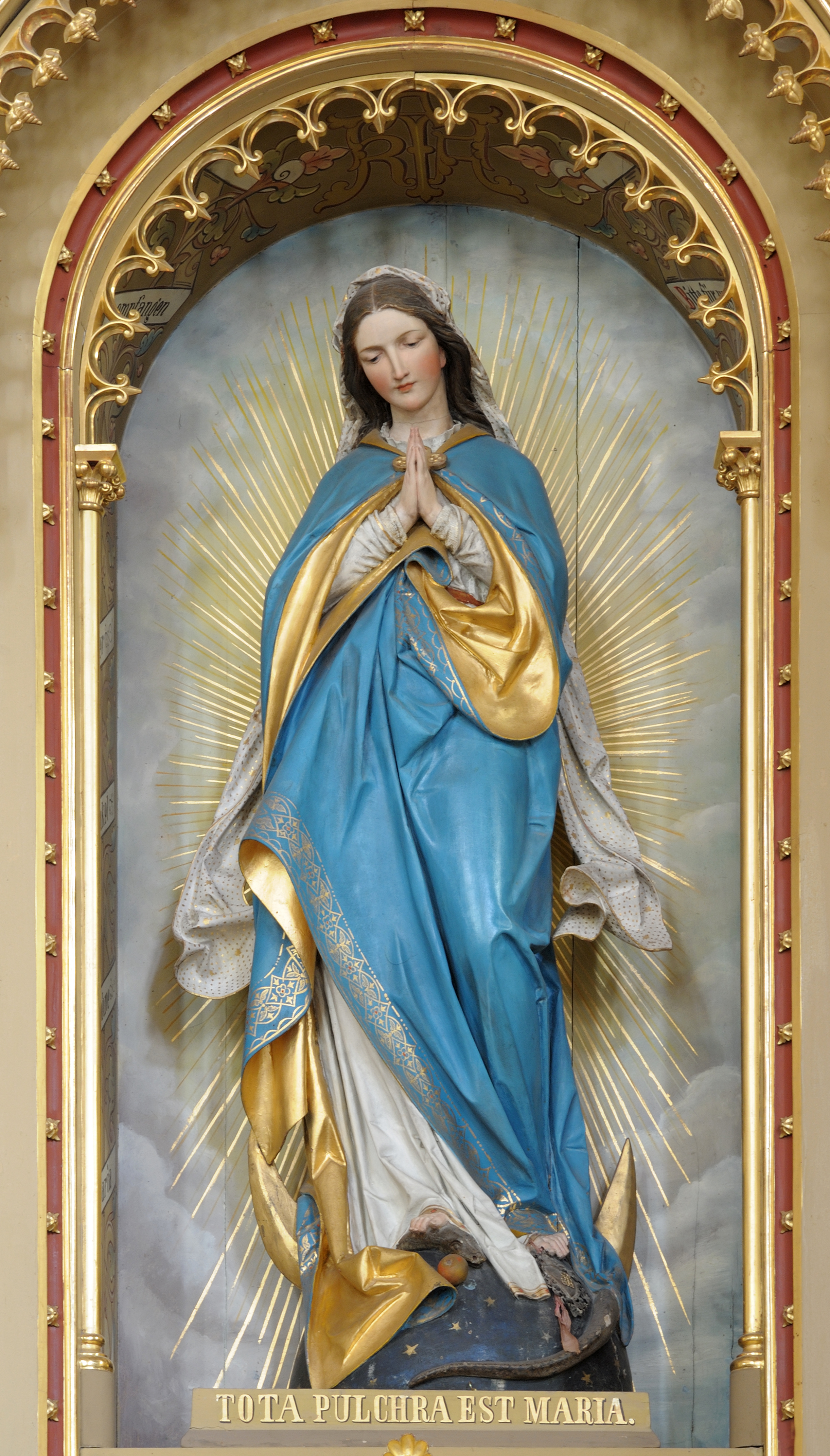
Jungfrau Maria in der Pfarrkirche von St. Ulrich in Gröden
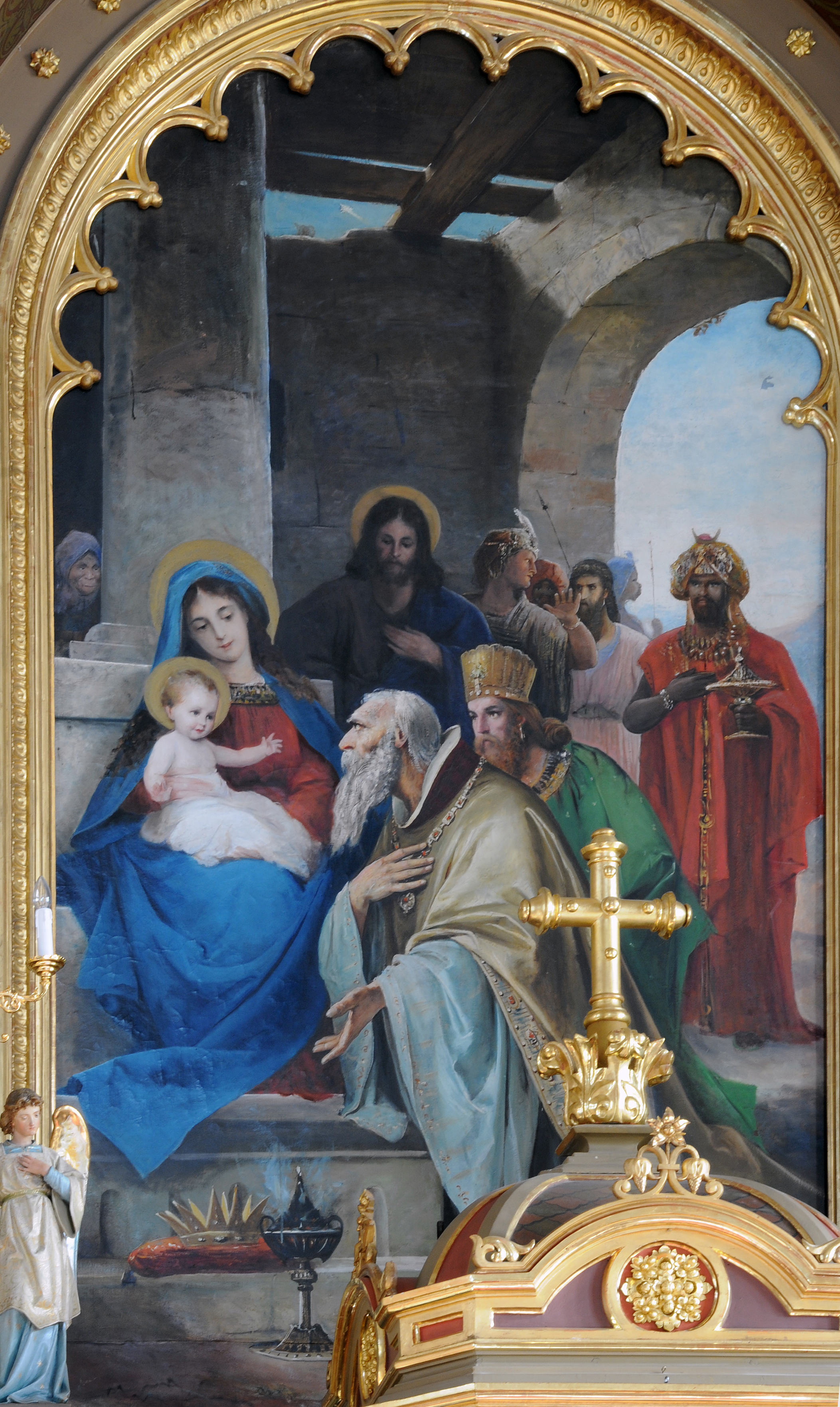
Altarbild mit den Heiligen Drei Königen in der Pfarrkirche von St. Ulrich in Gröden

Ein 1930 erschienener Roman der völkisch-nationalen Tiroler Heimatschriftstellerin Maria Veronika Rubatscher schildert ausführlich sein Leben in Gröden.
Moroder war zunächst in der Mayer’schen Hofkunstanstalt in München tätig.
An der Münchner Kunstakademie (Eintritt: 21. Juni 1876, Matrikelbuch: 1841–1884) waren Joseph Knabl, Ludwig von Löfftz und Feodor Dietz Moroders Lehrer (1876–1880). Von 1880 bis 1884 war er Schüler Franz von Defreggers. In München kam er auch mit den dortigen Kunstströmungen in Kontakt, mit der Historien- und Genremalerei  Franz von Defreggers, mit dem Idealismus und Realismus des nur zwei Jahre älteren Wilhelm Leibl. Durch die Freundschaft mit Defregger, die gemeinsamen Wanderungen und Kunstfahrten etwa ins Trentino und durch das auftragsgemäße Kopieren von dessen Bildern geriet Moroder auch in seinen eigenen Schöpfungen bisweilen in erhebliche Abhängigkeit vom damals außerordentlich verehrten Meister.

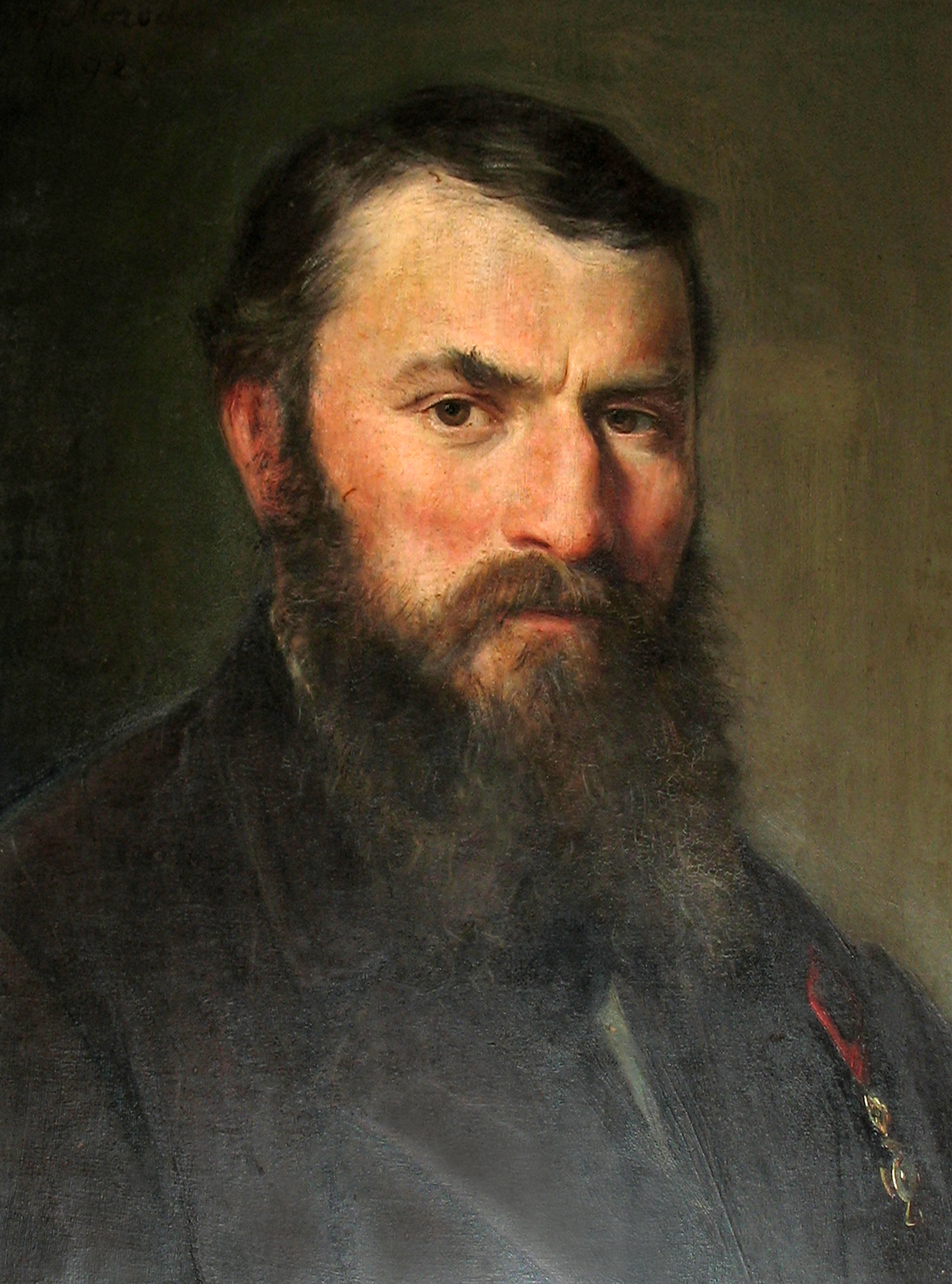
Porträt seines Vetters: Bera Franz Moroder Lenert

Die gute Naturbeobachtung mag sich der kleine Josef in der bäuerlichen Umgebung und durch die Arbeit in Feld und Wald auf dem Geburtshof von Scurcià am Sonnenhang von St. Ulrich angeeignet haben, ebenso den wachen Blick für seine Mitwelt. In ungezählten Skizzen und Zeichnungen hat er seine Kinder und Enkelkinder festgehalten.
In der anspruchsvollen Aquarelltechnik hat er eine Reihe von Menschen porträtiert, die durch ihre ausgeprägte Eigenart auffielen. Sie sind realistisch und farblich harmonisch gemalt. Dieser feine chromatische Zusammenklang findet sich nicht nur in den vorzüglichen Porträts, sondern ebenso in den bis ins kleinste Detail sorgfältig durchgestalteten Interieurs, in den alten Stuben, Küchen und Almhütten (siehe Bild links) und in den frischen Landschaftsaquarellen aus verschiedenen Jahreszeiten. Von seinem reichen zeichnerischen, malerischen und bildhauerischen Werk sind die kleinformatigen Aquarelle wohl am wenigsten bekannt. In diesen zeigen sich seine Eigenart und Eigenständigkeit am deutlichsten und ebenso seine außergewöhnlichen zeichnerischen und malerischen Fähigkeiten. Sein letztes Bild, laut Aussage seiner Tochter Aurelia, malte er 1932: Trachten vor dem Gotteshaus. Dann verließ ihn sein Augenlicht, „welches seinen Pinsel nicht mehr führen konnte.“

## Werke

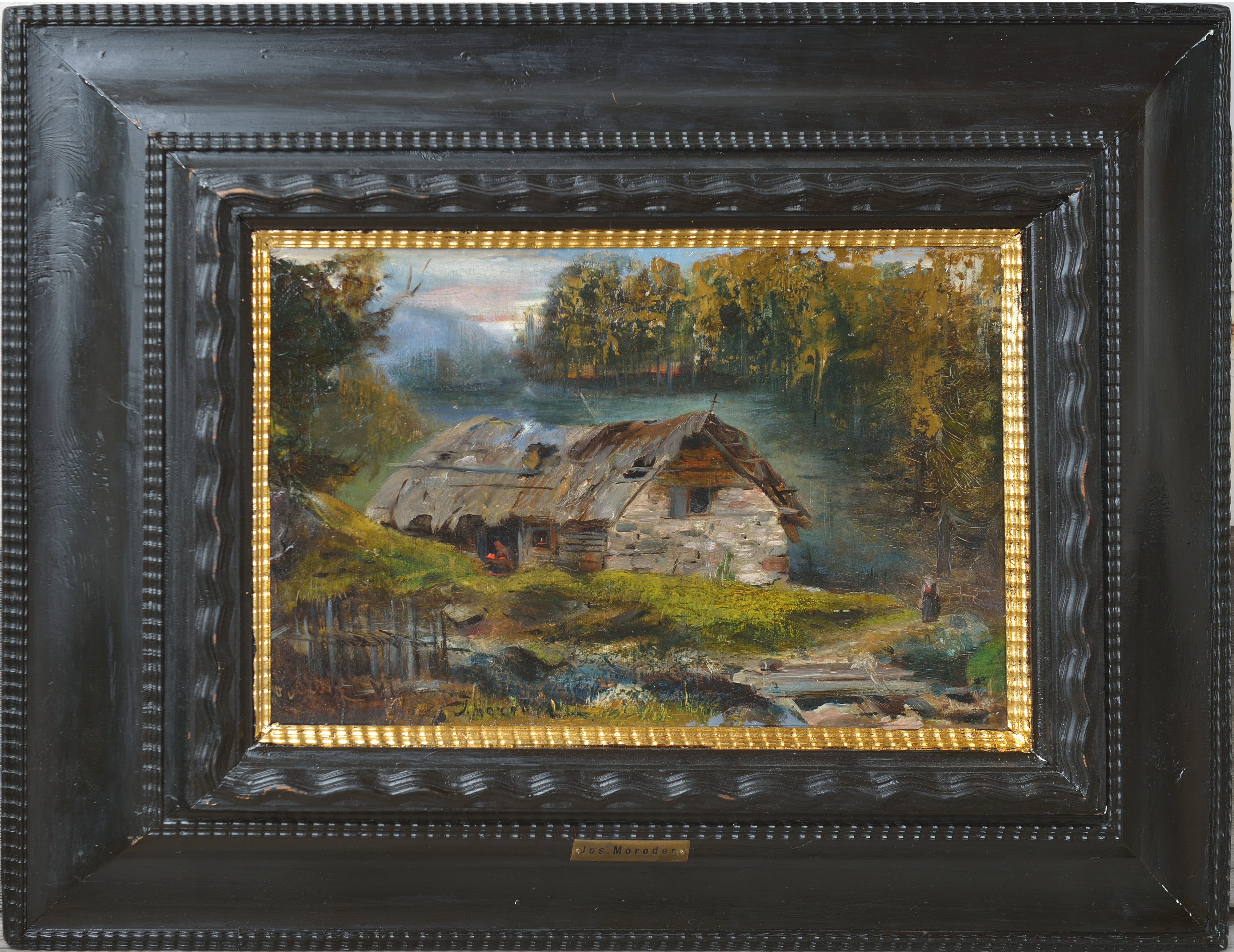
Hütte in einer Märchenlandschaft.
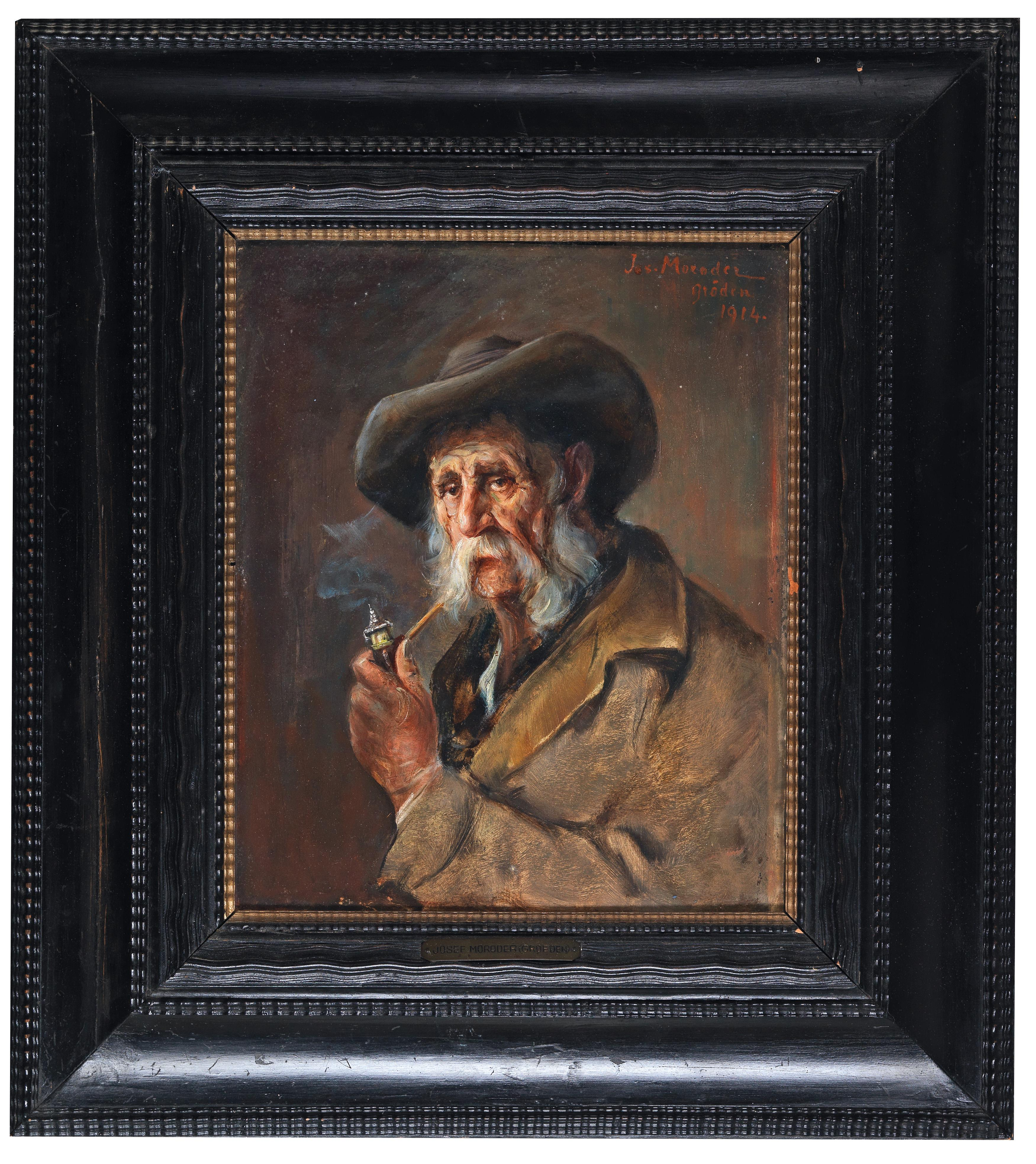
Alter mit Pfeife.
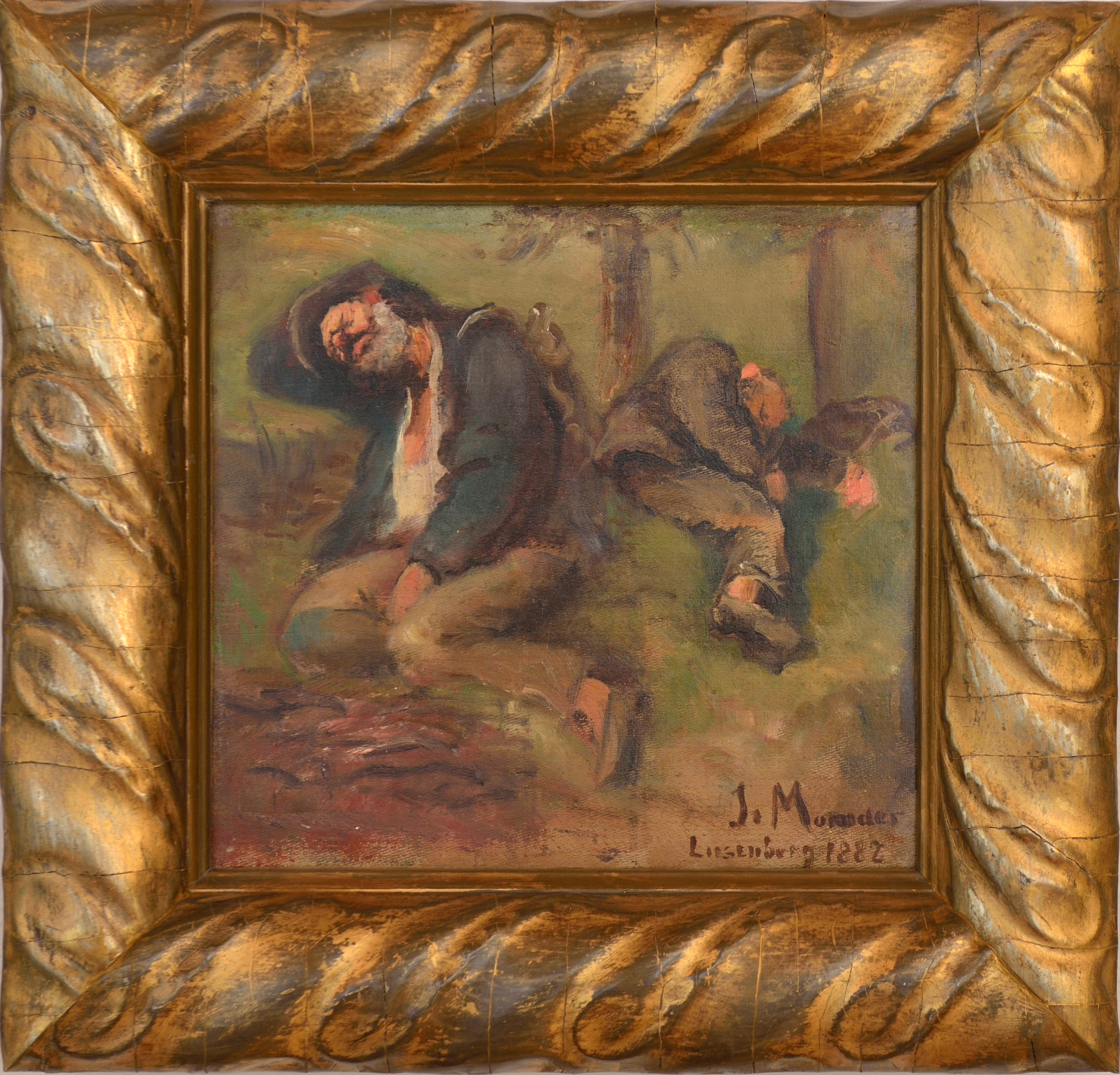
Schlaf im Walde.
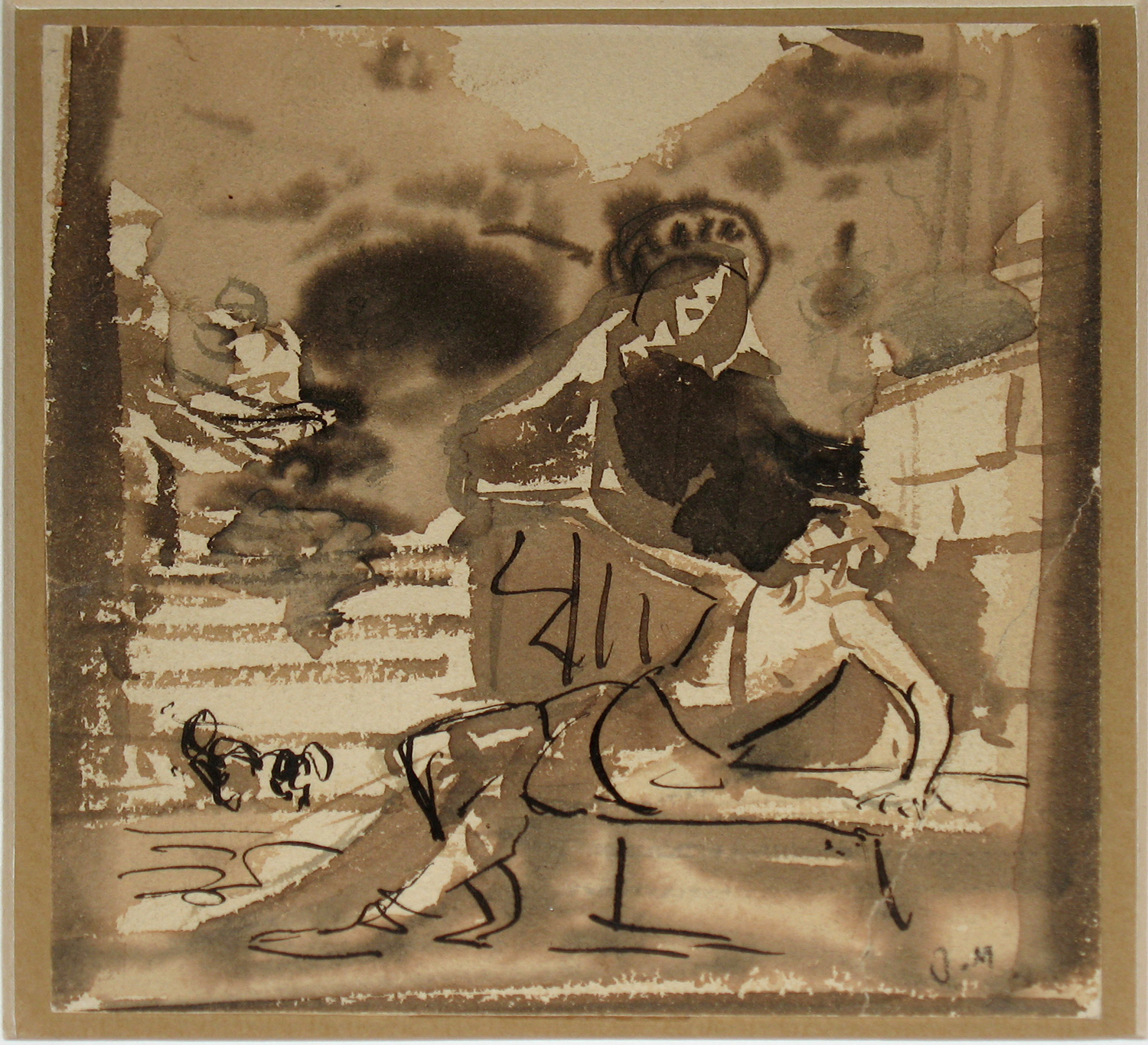
Gouache er Hl. Elisabeth.
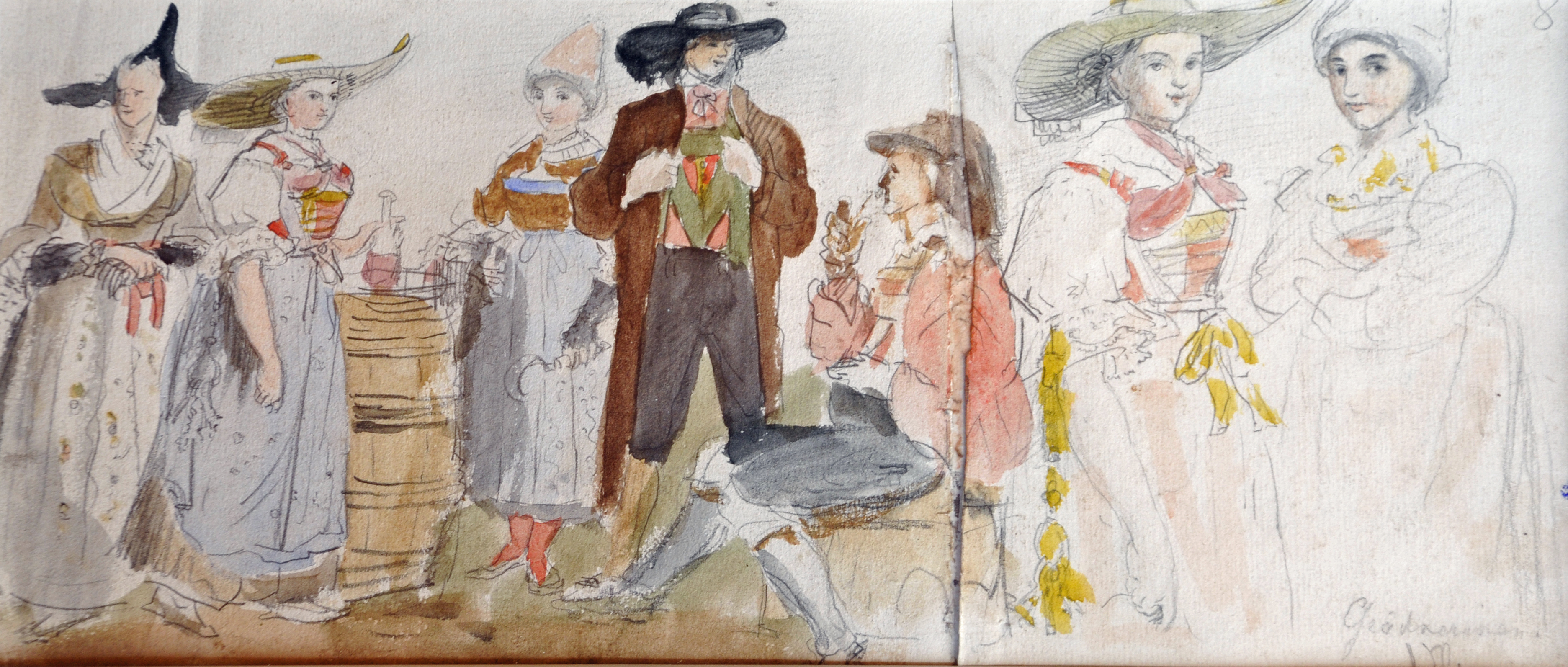
Grödner Trachten.
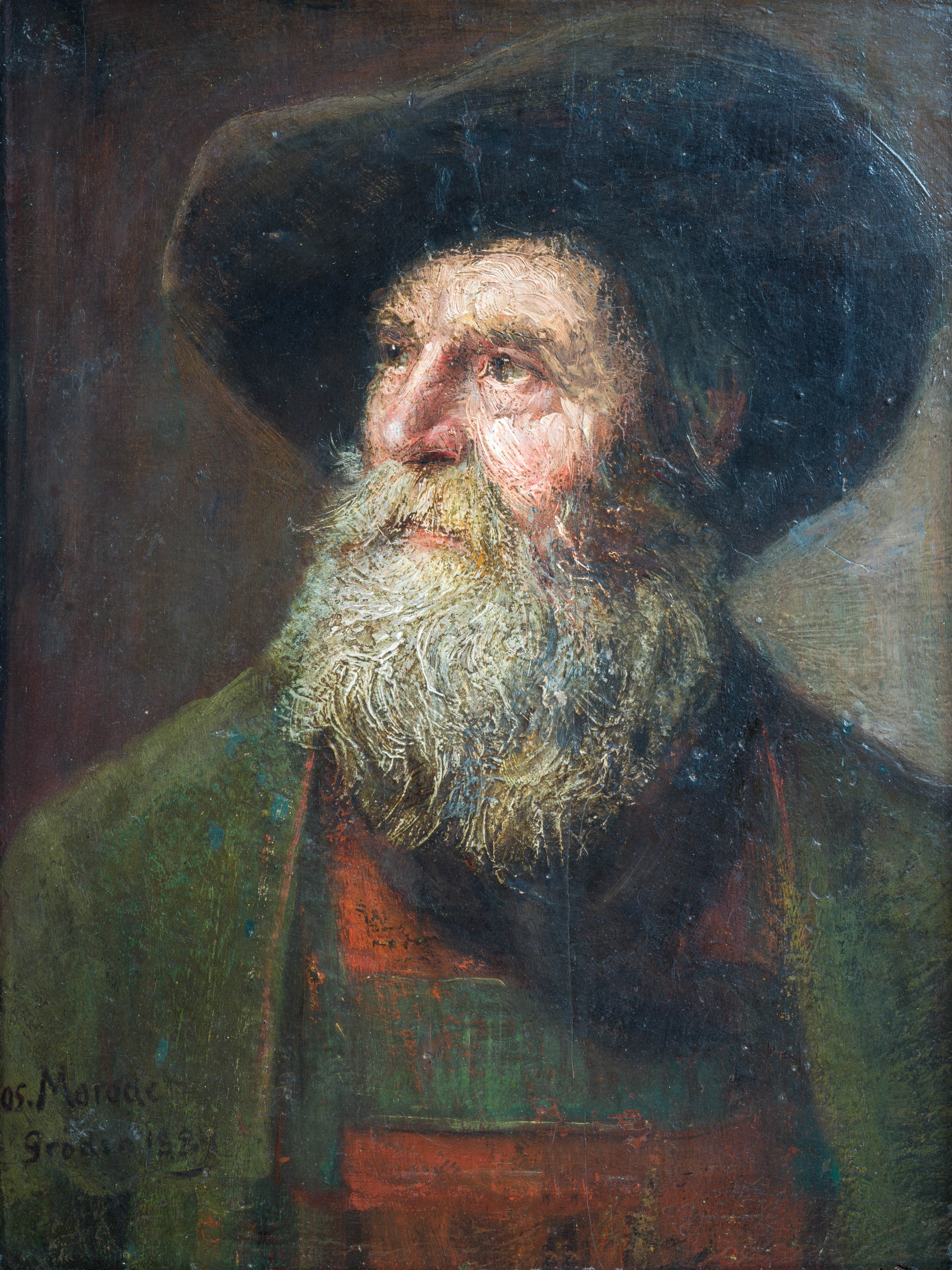
Porträt des Schwiegervaters Iuchin Ungerplatzer.
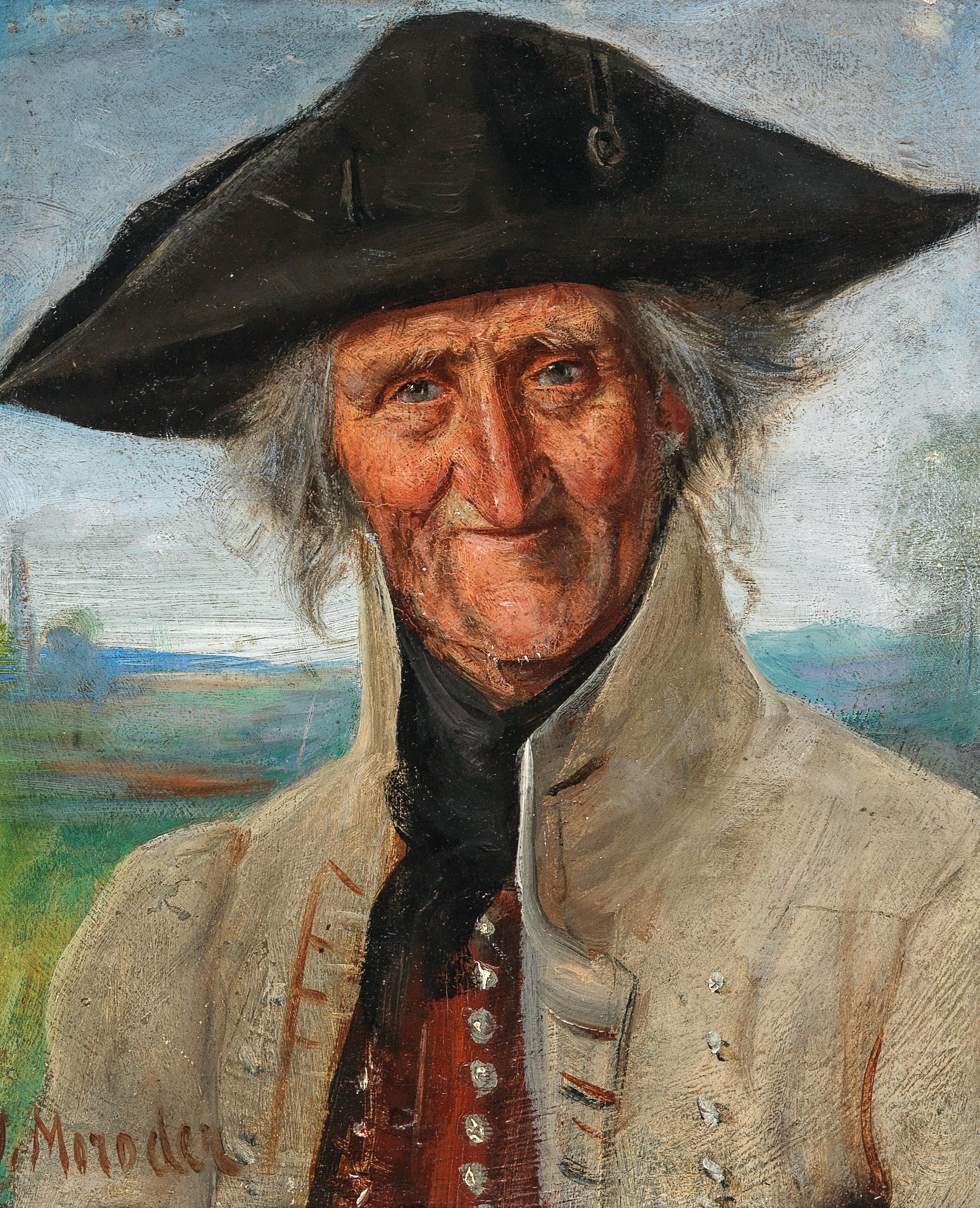
Porträt eines Veteranen.

Eine große Ausstellung von Werken Moroders fand 1973 in Innsbruck statt. Eine Ausstellung zu seinen Aquarellen erfolgte 1985 in Bozen. Zwei weitere große Ausstellungen fanden im Jahr 2009 in St. Ulrich in Gröden mit 120 und in Bozen mit 100 Werken statt. Im Museum Gherdëina in St. Ulrich in Gröden, dem Heimatmuseum des Geburtsortes des Künstlers, ist eine Sammlung von über 30 Gemälden, Aquarellen und Zeichnungen zu besichtigen. Weitere Werke werden im Museum Ferdinandeum in Innsbruck und im Stadtmuseum Bruneck aufbewahrt.

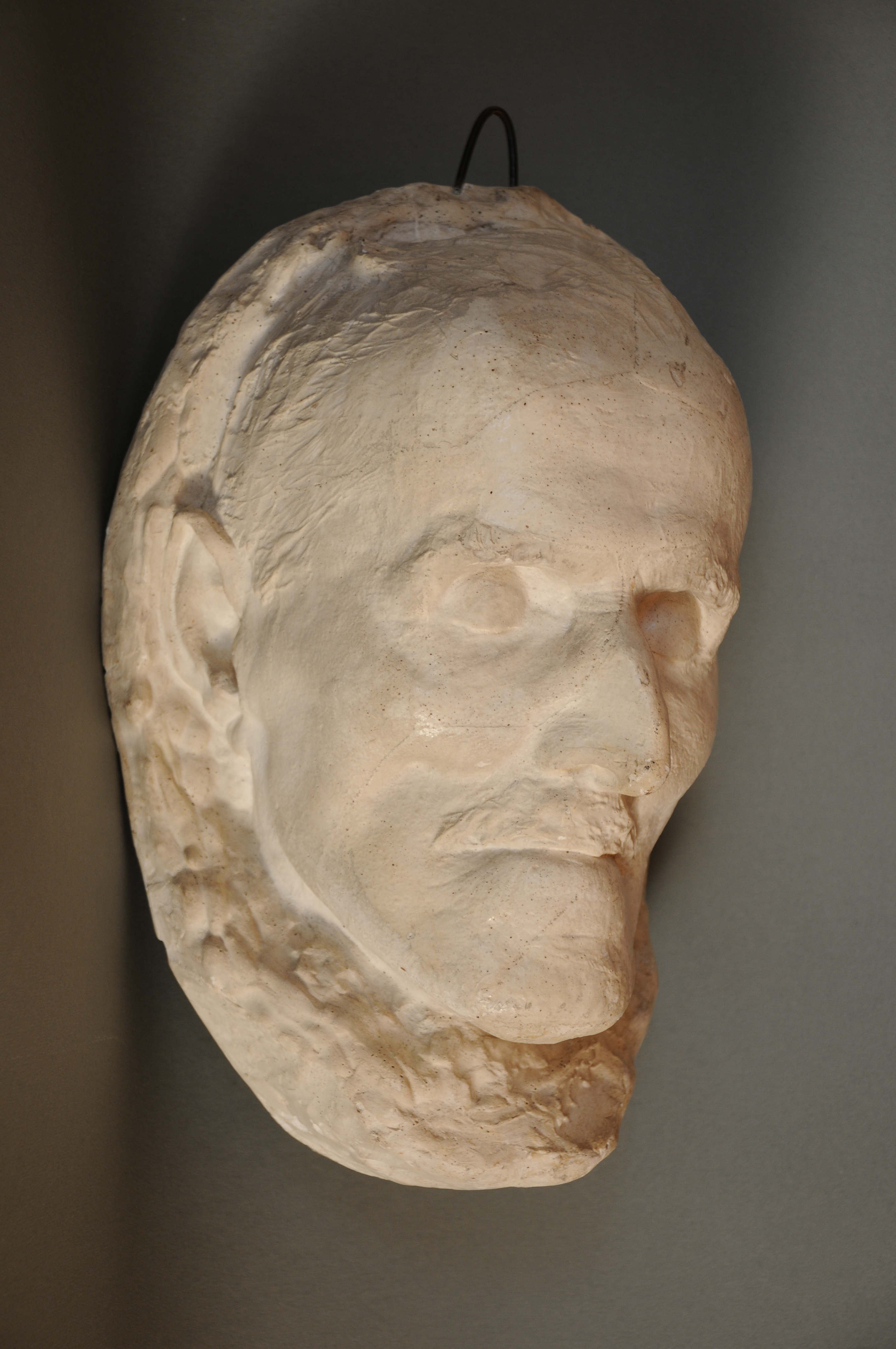
Todesmaske des Lusenberger.

Ein Schüler aus der Werkstatt des Lusenbergers war Ludwig Moroder-Lenert, der dessen Nichte Adele Moroder, eine entfernte Verwandte, ehelichte. Außer seinen fünf Söhnen Johann Baptist, Friedrich (Rico), Alfons, Josef, Herrmann und Otto bildete er auch Johann Piazza, Josef Schieder aus Klausen und weitere Bildhauer aus. Einer seiner Enkel ist der Bildhauer Albin Moroder, Sohn von Otto Moroder. Sein Schwiegersohn ist der Bildhauer, Holzschnitzer und Medailleur Cirillo Dell’Antonio.

„Der Lusenberger hatte einen schwierigen Charakter. Wie es oft Künstler sind, war er eigensinnig, egozentrisch und nicht selten mürrisch. Er verfügte über ein ausgeprägtes Selbstbewusstsein und kümmerte sich wenig um die Zuneigung seitens der Gesellschaft. Als ein Sonderling hatte er eine besondere Lebensweise und seine Philosophie, die mit Opportunismus nichts gemeinsam hatte.“

## Holzplastiken

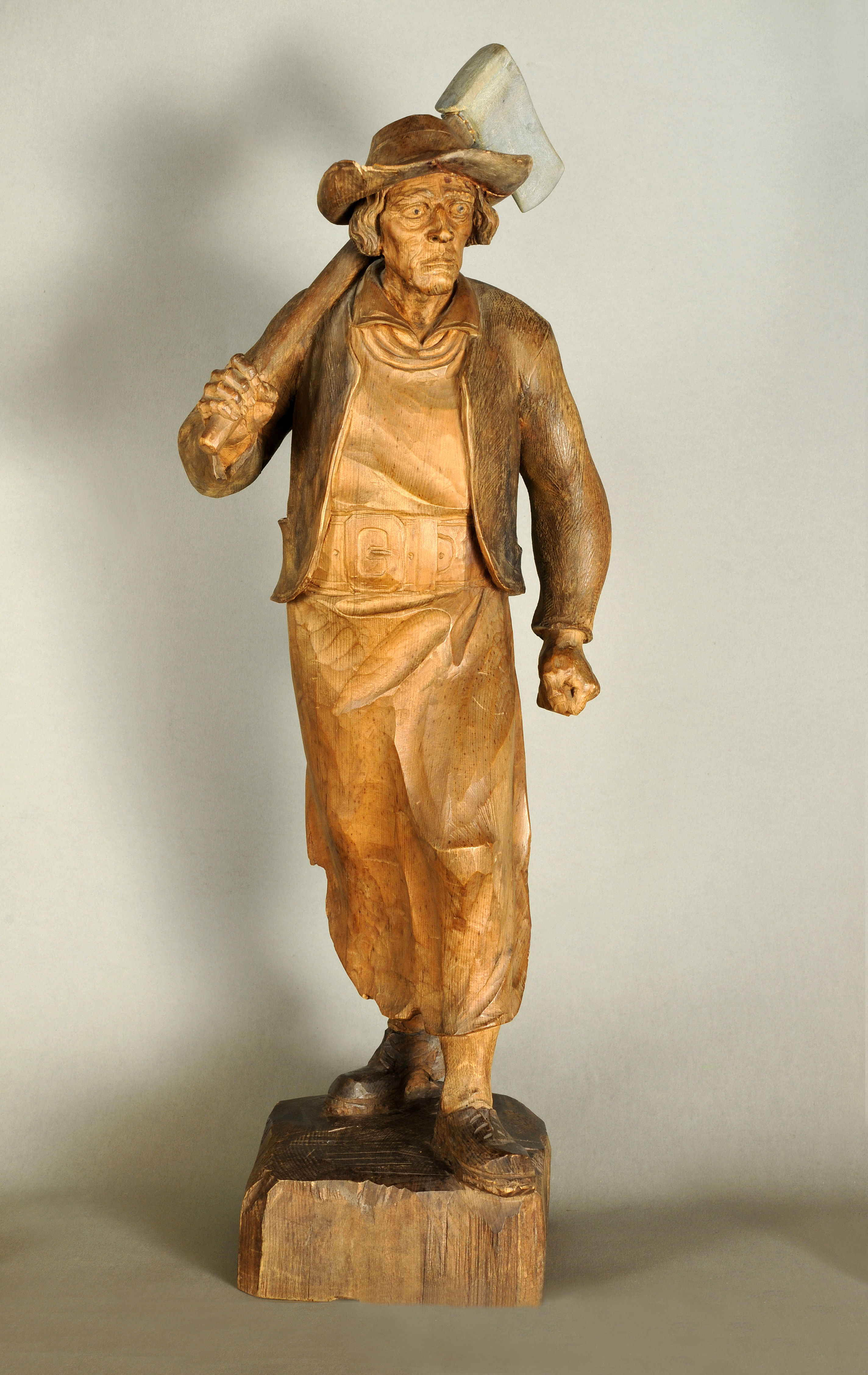
Holzhacker
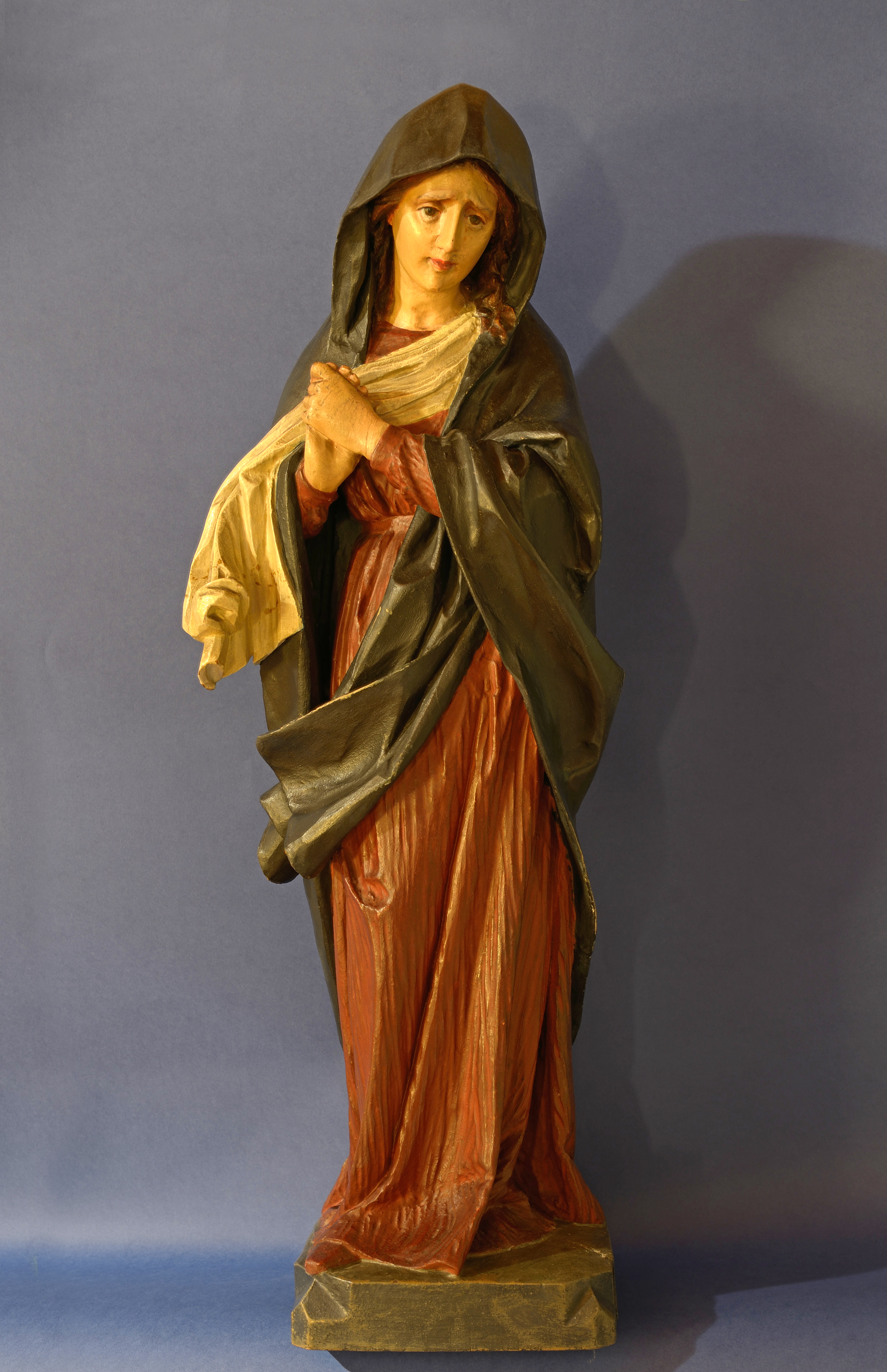
Mater Dolorosa

## Kritische Bemerkungen
Über Der Letzte Kuss an Annamaria 29. Juni 1874:

„… nichts mehr ist von defreggerischer Prägung zu spüren … erinnert in der schwarz-weißen Komposition an den frühen Manet … Dadurch kommen auch Erinnerungen an den frühen Munch auf…. Moroder-Lusenberg erweist sich mit diesem kleinen Bildchen … als ein Moderner. Menschenbilder, die nachhaltig ergreifen, vermochte Josef Moroder-Lusenberg zu malen, dessen Bedeutung im Porträtfach noch nicht erkannt ist.“

## Film
- Josef Moroder Lusenberg. Text: Josef Gasteiger, Kamera: Wolfgang Tomaseth, Schnitt: Rudi Kaneider. RAI Sender Bozen, 1983.
- Josef Moroder Lusenberg (1846–1939). Regie Lucio Rosa, Text Josef Unterer. Produktion Studio Film TV für Rai Sender Bozen, Bozen 1996. Dauer 13'.
- Josef Moroder Lusenberg (1846–1939) Ein Grödner Meister der Farbe. Drehbuch und Regie Lucio Rosa, wissenschaftliche Beratung und Text Eva Gadner. Produktion Studio Film TV für Rai Sender Bozen, Bozen 2009. Dauer 46'.